# 海伯尼亞 (新澤西州)
海伯尼亞（英語：Hibernia）是位於美國新澤西州摩里斯縣的普查規定居民點。

## 人口
根據2020年美國人口普查的數據，海伯尼亞的面積為5.86平方千米，當中陸地面積為5.59平方千米，而水域面積為0.27平方千米。當地共有人口208人，而人口密度為每平方千米35.49人。